# Mills River
Mills River – miasto w Stanach Zjednoczonych, w stanie Karolina Północna, w hrabstwie Henderson.